# Vorauer Handschrift
Die Vorauer Handschrift ist eine mittelalterliche Sammelhandschrift (Ende 12. Jahrhundert) aus dem Augustiner-Chorherrenstift Vorau in der Steiermark, Österreich. Sie wird dort verwahrt unter der Signatur Cod. 276; sie enthält unter anderem einige Werke von Ava, der ersten namentlich bekannten deutschsprachigen Dichterin, welche höchstwahrscheinlich im Umkreis des Stifts Melk wirkte, ferner die sogenannte Kaiserchronik, die erste bedeutende deutschsprachige Geschichtsdichtung.
Als besonders auffällig sind auch die liebevoll gestalteten Initialen in Form von verschlungenen Tierfiguren zu erwähnen. Die Sprache der verschiedenen Handschriften ist durchgehend die bairisch-österreichische Varietät des Mittelhochdeutschen, auch in Texten, die eigentlich auf einer Vorlage aus einer anderen Sprachregion basieren, etwa beim ursprünglich oberfränkischen Ezzolied.

## Inhalt der Vorauer Handschrift
Vorauer Handschrift 276
Teil I (Bl. 1–135)
- „Kaiserchronik A“ (Schröder Nr. 1) [Bl. 1ra–73vb]
- „Vorauer Bücher Mosis“ (V) (mit altdeutscher 'Genesis', 'Joseph', 'Moses', 'Vorauer Marienlob', 'Balaam') [Bl. 74ra–96ra]
- „Die Wahrheit“ [Bl. 96ra–96vb]
- „Summa theologiae“ (V) [Bl. 97ra–98va]
- „Das Lob Salomons“ (V) [Bl. 98va–99va]
- „Die Ältere Judith“ / „Die drei Jünglinge im Feuerofen“ (V) [Bl. 99va–100va]
- „Die Jüngere Judith“ (V) [Bl. 100va–108vb]
- Pfaffe Lamprecht: „Alexanderlied“ (V) [Bl. 109ra–115va]
- Ava: Leben Jesu und Sieben Gaben des Heiligen Geistes, Antichrist, Das Jüngste Gericht (V) [Bl. 115va–125ra]
- „Vorauer Sündenklage“ [Bl. 125ra–128rb]
- Ezzo: Hymnus („Ezzolied“) (V) [Bl. 128rb–129vb]
- Priester Arnolt: 'Von der Siebenzahl' (V) [Bl. 129vb–133vb]
- „Das Himmlische Jerusalem“ [Bl. 133vb–135va]
- „Gebet einer Frau“ (V) [Bl. 135va–135vb]

Teil II (Bl. 136–185)
- Otto von Freising: „Gesta Friderici I. imperatoris“, lat.